# Melissa Hart
Melissa Anne Hart (Pittsburgh, 4 aprile 1962) è una politica statunitense, membro della Camera dei Rappresentanti per lo stato della Pennsylvania dal 2001 al 2007.

## Biografia
Di famiglia italoamericana, la Hart si laureò in legge all'Università di Pittsburgh ed esercitò il mestiere di avvocato per qualche tempo.
Nel 1990 venne eletta nella camera alta della legislatura statale della Pennsylvania, il Senato di stato, come membro del Partito Repubblicano. Venne poi riconfermata negli anni seguenti fino al 2001. In quell'anno infatti la Hart riuscì a farsi eleggere al Congresso come deputata alla Camera dei Rappresentanti.
Qui la donna si fece conoscere per le sue opinioni molto conservatrici, specialmente in materia di aborto e per la sua opposizione alla ricerca sulle staminali.
La Hart non ebbe grossi problemi durante le campagne per la rielezione eccetto che in quella del 2006, in cui dovette lottare con l'avversario democratico Jason Altmire. La gara non fu inizialmente ritenuta competitiva e la Hart era considerata un astro nascente del partito, ma alla fine della campagna elettorale Altmire prevalse con uno stretto margine di voti e la Hart dovette cedergli il seggio, lasciando il Congresso dopo sei anni.
In occasione delle elezioni seguenti, la Hart riuscì ad ottenere la nomination repubblicana per il suo vecchio incarico, ma venne nuovamente sconfitta da Altmire, stavolta con un margine di scarto decisamente più ampio.
Nel 2012 prese parte alle elezioni speciali per il suo vecchio seggio nella legislatura statale della Pennsylvania, ma venne sconfitta nelle primarie.
Dopo la sconfitta la Hart tornò a svolgere la professione di avvocato.